# منشوريا تحت حكم سلالة يوان
حكمت سلالة يوان منطقة منشوريا بما فيها منطقة شمال شرق الصين المعاصرة ومنشوريا الخارجية (بما فيها سخالين) منذ وقت تأسيس السلالة الحاكمة وحتى نهايتها. وقعت منشوريا تحت سيطرة المغول عقب غزو الإمبراطورية المغولية لمملكة جين الصينية في مطلع القرن الثالث عشر، وأضحت جزءًا من مملكة يوان عندما أسس القائد المغولي قوبلاي خان سلالة يوان الحاكمة. وحتى بعد إطاحة سلالة مينغ بسلالة يوان المنغولية في عام 1368، ظلت منشوريا تحت سيطرة مملكة يوان الشمالية الواقعة في منغوليا لمدة 20 سنة حتى هزمهم الصينيون في حملة مينغ على أوريانخاي وأصبحت منشوريا جزءًا من مملكة مينغ.

## تاريخ

### غزو منشوريا
في عام 1211، عقب غزو شيا الغربية، جهز مؤسس الإمبراطورية المغولية جنكيز خان جيشًا لغزو مملكة جين التي كانت تحكم الصين الشمالية ومنشوريا. نجح المغول في تدمير حصون مملكة جين، وأعلن شعب الخيتان بقيادة هونغو ولاءهم لجنكيز خان وأسسوا دولة مُستقلة اسميًا في منشوريا في عام 1213. ولكن مملكة جين شنت عليهم حملة انتقامية. عاد القائد المغولي جبه نويان إلى منشوريا وطرد جيوش جين منها. تمرد الجنرال التابع لسلالة جين، بوشيان وانهو، على سلالة جين وأسس مملكة شيا الشرقية في لياويانغ الحالية في عام 1215. قهر جيوك خان، ابن أوقطاي خان، مملكة شيا الشرقية في عام 1233، مهدئًا بذلك منشوريا الجنوبية. وبعد عام 1234 بفترة قصيرة غلب أوقطاي خان الشعب التونغوسي في الجزء الشمالي من المنطقة وشرع في تحصيل الضرائب في صورة الصقور والفراء والجواري. عقد المغول عدة تحالفات مؤقتة مع عدة قبائل محلية أثناء غزوهم لمنشوريا، ولكن بحلول عام 1233 أنهى المغول العديد من تلك التحالفات وفرضوا هيمنتهم العسكرية في منشوريا.

### حكم سلالة يوان
لم يفرض المغول سيطرتهم التامة على منشوريا على الفور عقب هدمهم هياكل الحكومة القديمة وإقصائهم أفراد الصفوة السياسية. بل طور المغول نظام حكم مائعًا مُصممًا لاستخراج الموارد العسكرية والاقتصادية من منشوريا مع الحفاظ على الاستقرار المحلي. أصبحت منشوريا جزءًا من مملكة يوان عقب تأسيس سلالة يوان الحاكمة في الصين بقيادة القائد المغولي قوبلاي خان. أسس قوبلاي خان مقاطعة لياويانغ (遼陽行省) في عام 1269، وامتدت تلك المقاطعة حتى شمال شرق شبه الجزيرة الكورية. كانت منشوريا مأوىً لعدد غير معتاد من أمراء المغول. وامتدت نفوذ هؤلاء الأمراء في منشوريا إلى شمال الصين وكوريا. وفي عام 1287 قاد القائد المغولي نايان ثورة ضد قوبلاي خان في منشوريا التي كانت خاضعة لسلطة قوبلاي خان المباشرة. تحالف نايان كذلك مع كايدو، عدو قوبلاي في آسيا المركزية والحاكم الفعلي لخانية جغتاي. ارتأى قوبلاي أن يقود حملته العسكرية ضد نايان بنفسه بناءً على اعتقاده بأن التهديد الذي فرضه القائد المتمرد كان تهديدًا خطيرًا. حشد قوبلاي جيشًا كبيرًا، ورغم مرضه وسنه الكبير، حُمل قوبلاي خان إلى ساحة المعركة على محفة تستند على ظهور أربعة فيلة. وفي خريف عام 1287 واجه الطرفان بعضهما، وفي نهاية المعركة رجحت كفة قوبلاي وانهزم نايان الذي كان يؤمن بالنسطورية المسيحية. أسر قوبلاي نايان وأمر بإعدامه.